# Fräulein Plastique

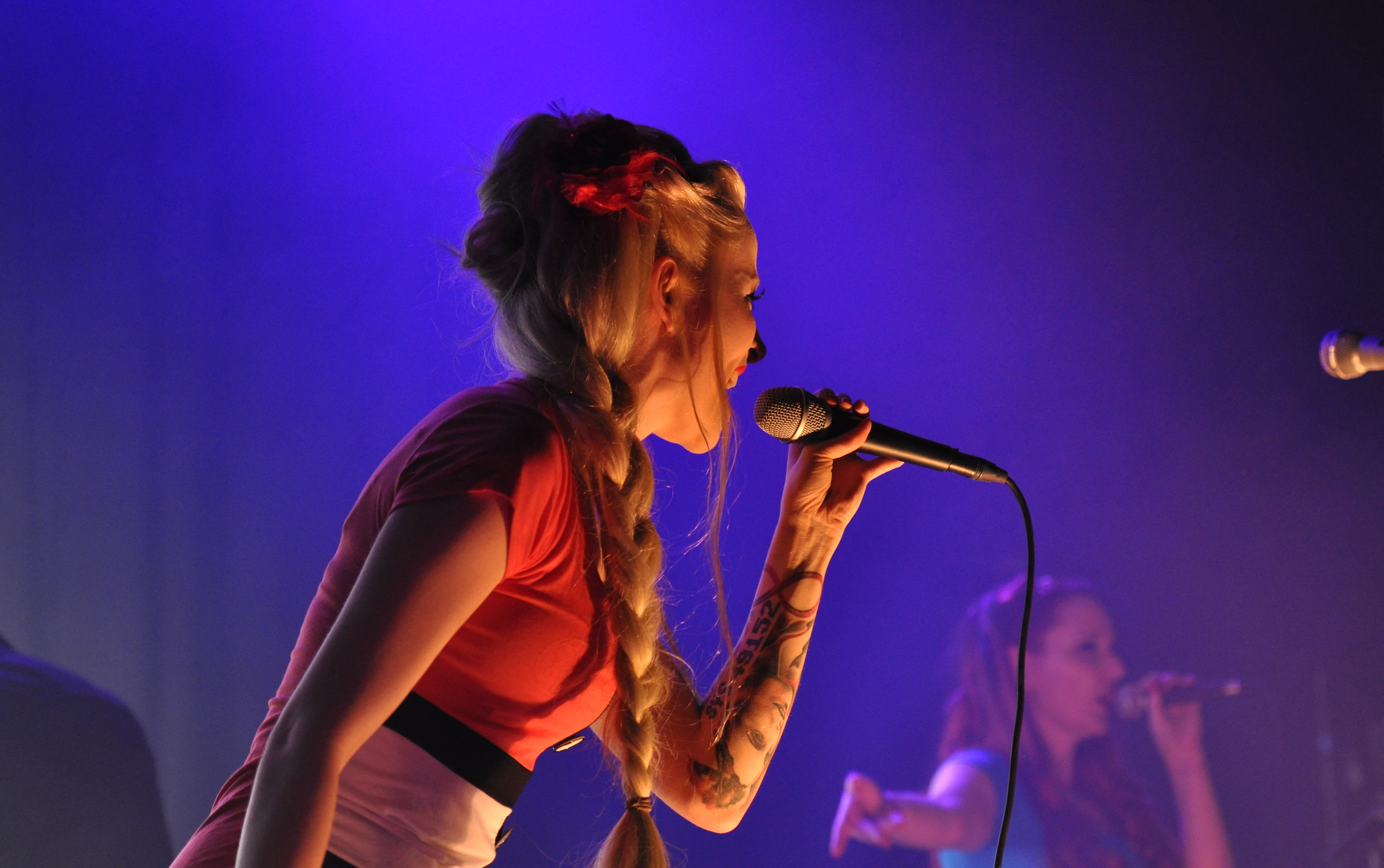
Fräulein Plastique (2013)

Fräulein Plastique (* 20. August 1986 in Bückeburg, Niedersachsen) ist eine deutsche Musikerin und Sängerin in verschiedenen Musikprojekten sowie ein alternatives Model. Unter anderem war sie von 2005 bis 2013 als Sängerin festes Mitglied der Musikgruppe Welle: Erdball.

## Person
Fräulein Plastique war bis 2013 als Plastique neben Fräulein Venus die weibliche Stimme der Band Welle: Erdball, der sie seit 2005, anstelle der Ende 2004 ausgeschiedenen Soraya, angehörte. Erstmals wirkte sie beim Album Chaos Total (2006) mit. Sie ist seit 2005 Sängerin des Projekts Homo~Futura. Im Musikvideo zur Single Links - Rechts (2011) spielte sie die Hauptrolle. Seit 2007 ist sie auch Mitglied und eine der Sängerinnen der Bandkooperation Funkhausgruppe.
2009 wurde vereinzelt Kritik an ihr laut, da sie das Lied Let the World with the Sun Go Down auf dem Album Germanium Metallicum für das oftmals als rechtsextrem eingeschätzte Musikprojekt Von Thronstahl von Josef Maria Klumb einsang. In einer Stellungnahme distanzierte sich Plastique von „jeglichem rechten Gedankengut und Rassenideologien“, sprach jedoch auch von einer Freundschaft zu Klumb und bezeichnete diesen als „Urgestein des Punkrock“.
2010 startete sie parallel zu ihren anderweitigen musikalischen Engagements ihr eigenes Projekt The Girl & the Robot gemeinsam mit dem Schweden „Deadbeat“.
Die Single Borderline sang sie im Gegensatz zu den anderen englischsprachigen Songs des Albums auf Schwedisch. Im selben Jahr verlegte Fräulein Plastique ihren Wohnsitz 2010 ins schwedische Malmö, um einerseits die Distanz zu ihrem dort befindlichen Studio zu verringern und andererseits aufgrund ihres dort lebenden Lebensgefährten, den sie später heiratete. Im Juli 2013 gab sie ihren Abschied als Sängerin von Welle: Erdball bekannt.
Am 14. Februar 2014 erschien das Album Feindbild der Band Nachtmahr, auf dem Fräulein Plastique gesanglich im Cover von I Hate Berlin mitwirkt.

## Identität
Fräulein Plastique versucht, ihre bürgerliche Identität und Herkunft zu verbergen. Sie nennt sich Antonia oder Marlene Tilda Mikaelsdóttir.

## Diskografie

### Alben
- 2006: Welle: Erdball – Chaos Total
- 2006: Welle: Erdball – Die Abenteuer von Commander Laserstrahl und seinem Bordcomputer (Hörspiel)
- 2010: Welle: Erdball – Operation: Zeitsturm
- 2010: The Girl & The Robot – The Beauty of Decay
- 2011: Homo~Futura – Der neue Mensch
- 2011: Die Funkhausgruppe – Monopoly
- 2011: Welle: Erdball – Der Kalte Krieg
- 2013: Welle: Erdball – 20 Jahre Welle: Erdball

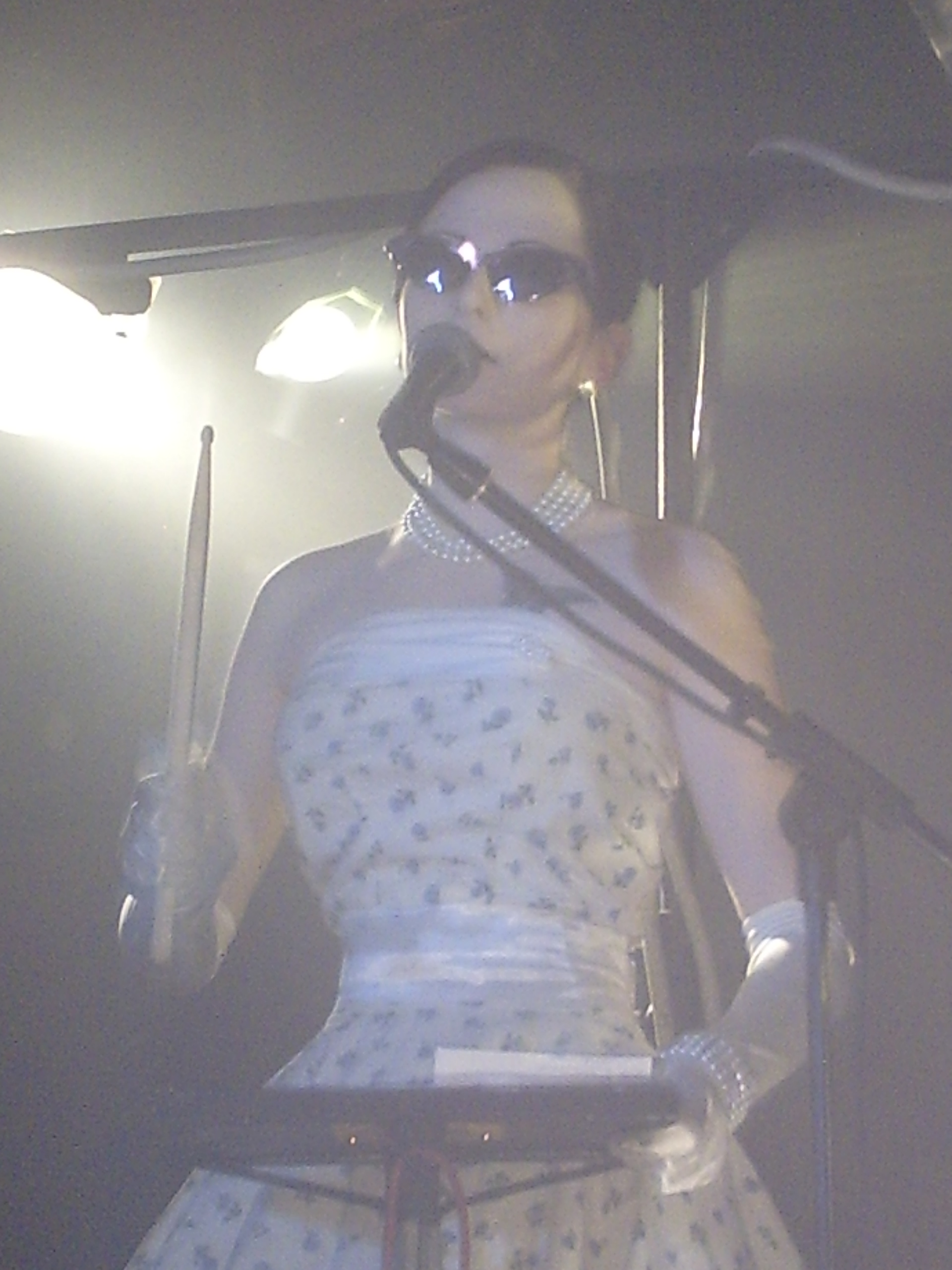
Fräulein Plastique (2006)

### Singles
- 2008: Welle: Erdball – Ich bin aus Plastik
- 2010: Welle: Erdball – Die Singles 1993–2010
- 2010: The Girl & The Robot – Whole / Flowers
- 2011: The Girl & The Robot – Silence / Borderline
- 2013: Welle: Erdball – Computerklang (Vollversion)

### Filmografie
- 2008: Welle: Erdball – Operation: Zeitsturm (Spielfilm)
- 2009: Welle: Erdball – Operation: Atahualpa (Spielfilm)
- 2011: The Girl & The Robot – Borderline (Musikvideo)
- 2011: Homo~Futura – Links – Rechts (Musikvideo)
- 2012: Welle: Erdball – Deutsche Liebe (Musikvideo)
- 2013: Welle: Erdball – Computerklang (Musikvideo)
- 2013: Welle: Erdball – Die Liebe der 3. Art (Musikvideo)

### Gastauftritte
- 2009: Von Thronstahl – Germanium Metallicum (Let the World with the Sun Go Down)
- 2010: Spiritual Front – Rotten Roma Casino (Cold Love (In A Cold Coffin))
- 2014: Nachtmahr – Feindbild (I Hate Berlin)
- 2014: Rotersand – Truth Is Fanatic Again (Social Distortion (Ron Spank Remix))
- 2014: Rotersand – Electric Elephant (Social Distortion (Frozen Plasma Remix))